# بلبل أحمر العينين
بلبل أحمر العينين (الاسم العلمي: Pycnonotus brunneus) (بالإنجليزية: Red-eyed Bulbul)‏ هو نوع من الطيور يتبع جنس البلبل من فصيلة البلابل.